# Montigny-lès-Condé
Montigny-lès-Condé és un municipi francès situat al departament de l'Aisne i a la regió dels Alts de França. L'any 2007 tenia 61 habitants.

## Demografia

### Població
El 2007 la població de fet de Montigny-lès-Condé era de 61 persones. Hi havia 20 famílies de les quals 3 eren unipersonals (3 dones vivint soles i 3 dones vivint soles), 7 parelles sense fills, 7 parelles amb fills i 3 famílies monoparentals amb fills.
La població ha evolucionat segons el següent gràfic:
Habitants censats

### Habitatges
El 2007 hi havia 34 habitatges, 24 eren l'habitatge principal de la família, 6 eren segones residències i 4 estaven desocupats. Tots els 34 habitatges eren cases. Dels 24 habitatges principals, 19 estaven ocupats pels seus propietaris, 4 estaven llogats i ocupats pels llogaters i 1 estava cedit a títol gratuït; 3 tenien tres cambres, 9 en tenien quatre i 12 en tenien cinc o més. 20 habitatges disposaven pel capbaix d'una plaça de pàrquing. A 9 habitatges hi havia un automòbil i a 15 n'hi havia dos o més.

### Piràmide de població
La piràmide de població per edats i sexe el 2009 era:
| Homes | Edats   | Dones |
| ----- | ------- | ----- |
| 0     | 95 o +  | 0     |
| 0     | 90 a 94 | 0     |
| 0     | 85 a 89 | 4     |
| 0     | 80 a 84 | 0     |
| 0     | 75 a 79 | 0     |
| 0     | 70 a 74 | 8     |
| 4     | 65 a 69 | 0     |
| 0     | 60 a 64 | 0     |
| 0     | 55 a 59 | 0     |
| 0     | 50 a 54 | 8     |
| 4     | 45 a 49 | 0     |
| 0     | 40 a 44 | 0     |
| 0     | 35 a 39 | 0     |
| 0     | 30 a 34 | 0     |
| 8     | 25 a 29 | 8     |
| 0     | 20 a 24 | 0     |
| 4     | 15 a 19 | 0     |
| 0     | 10 a 14 | 0     |
| 0     | 5 a 9   | 0     |
| 0     | 0 a 4   | 0     |

## Economia
El 2007 la població en edat de treballar era de 43 persones, 28 eren actives i 15 eren inactives. De les 28 persones actives 26 estaven ocupades (12 homes i 14 dones) i 2 estaven aturades (1 home i 1 dona). De les 15 persones inactives 9 estaven jubilades, 1 estava estudiant i 5 estaven classificades com a «altres inactius».

## Poblacions més properes
El següent diagrama mostra les poblacions més properes.